# إيان أولني
إيان أولني (بالإنجليزية: Ian Olney)‏ هو لاعب كرة قدم بريطاني في مركز الهجوم، ولد في 17 ديسمبر 1969 في لوتن في المملكة المتحدة. شارك مع منتخب إنجلترا تحت 21 سنة لكرة القدم. أما مع النوادي، فقد لعب مع أستون فيلا وأولدهام أثلتيك وفوريست غرين ونادي كيدرمينستر هاريرز لكرة القدم.